# Villa BvD

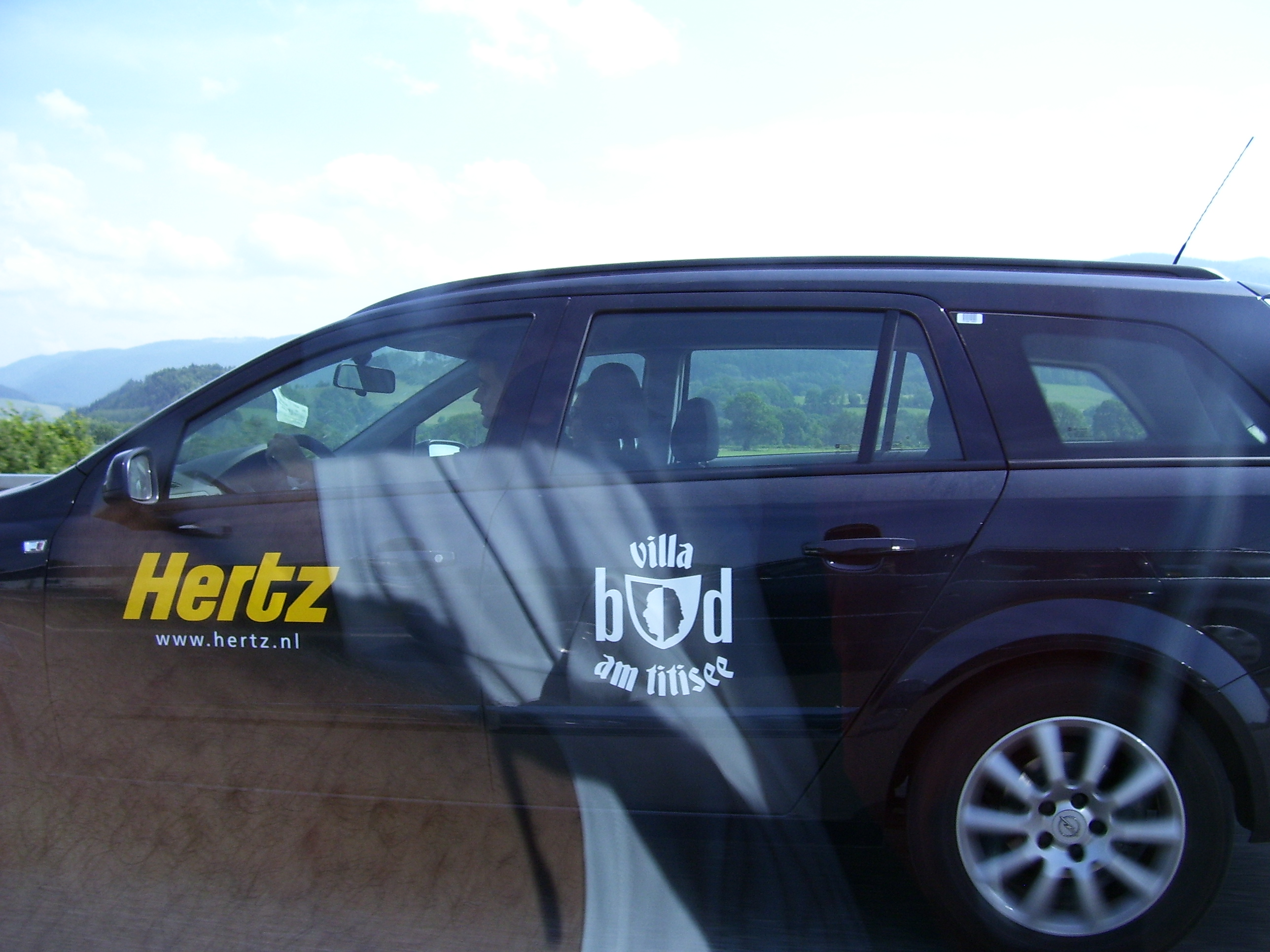
BvD-auto, met Wilfred Genee en Frits Barend

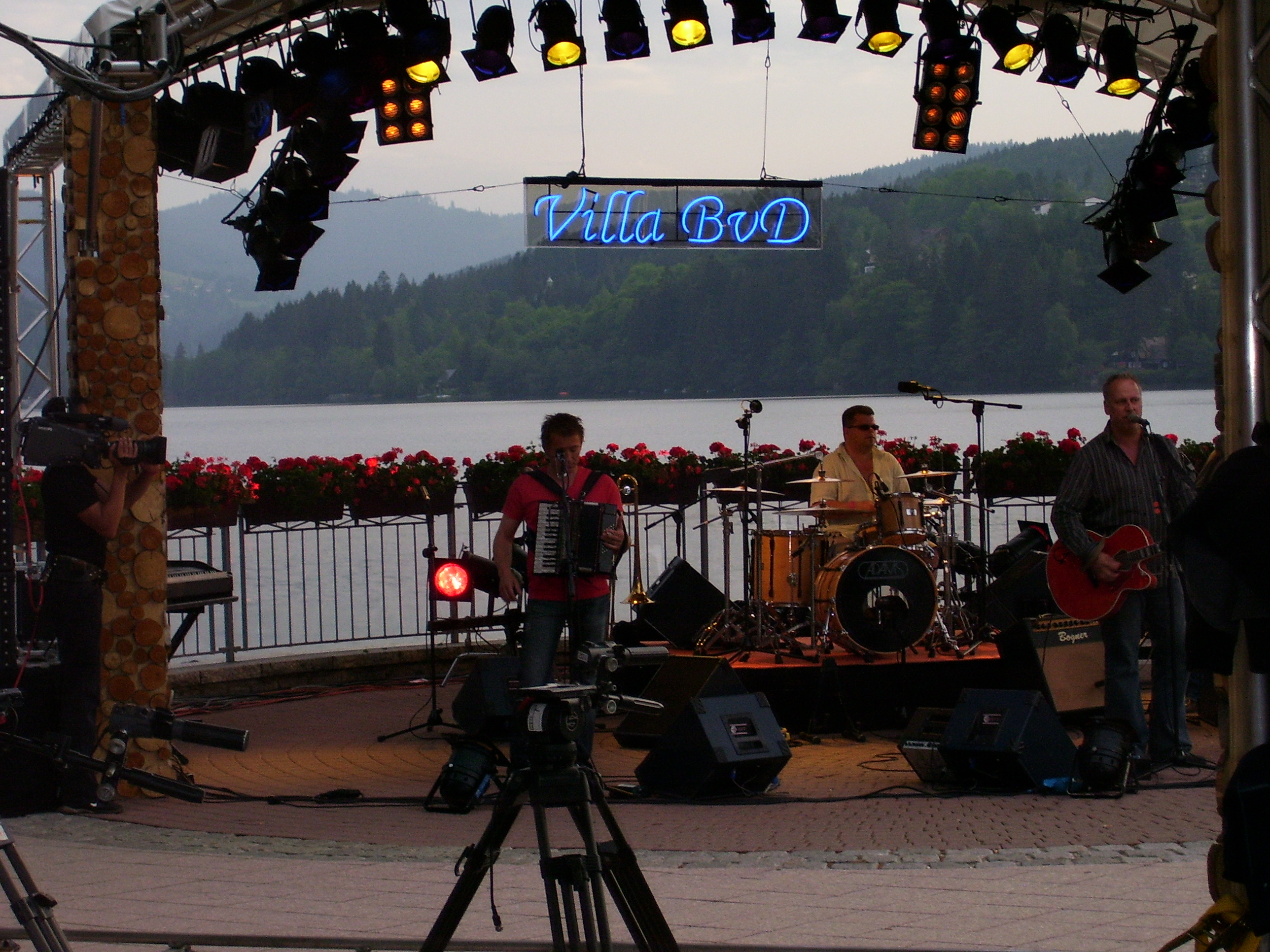
BvD-podium, met gastoptreden van Rowwen Hèze

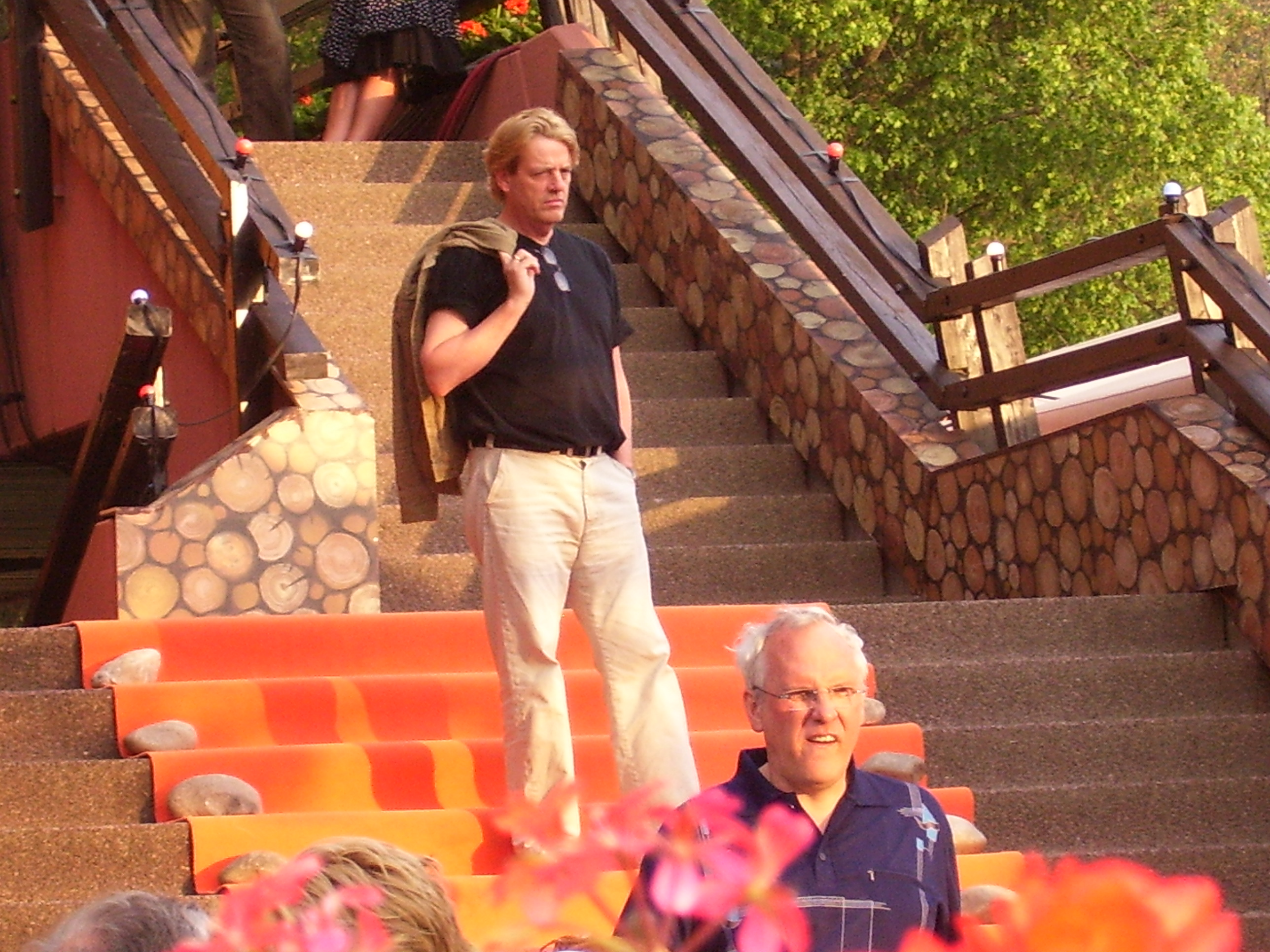
Vaste "zanger" Melvin, personage gespeeld door Jiskefet-acteur Kees Prins

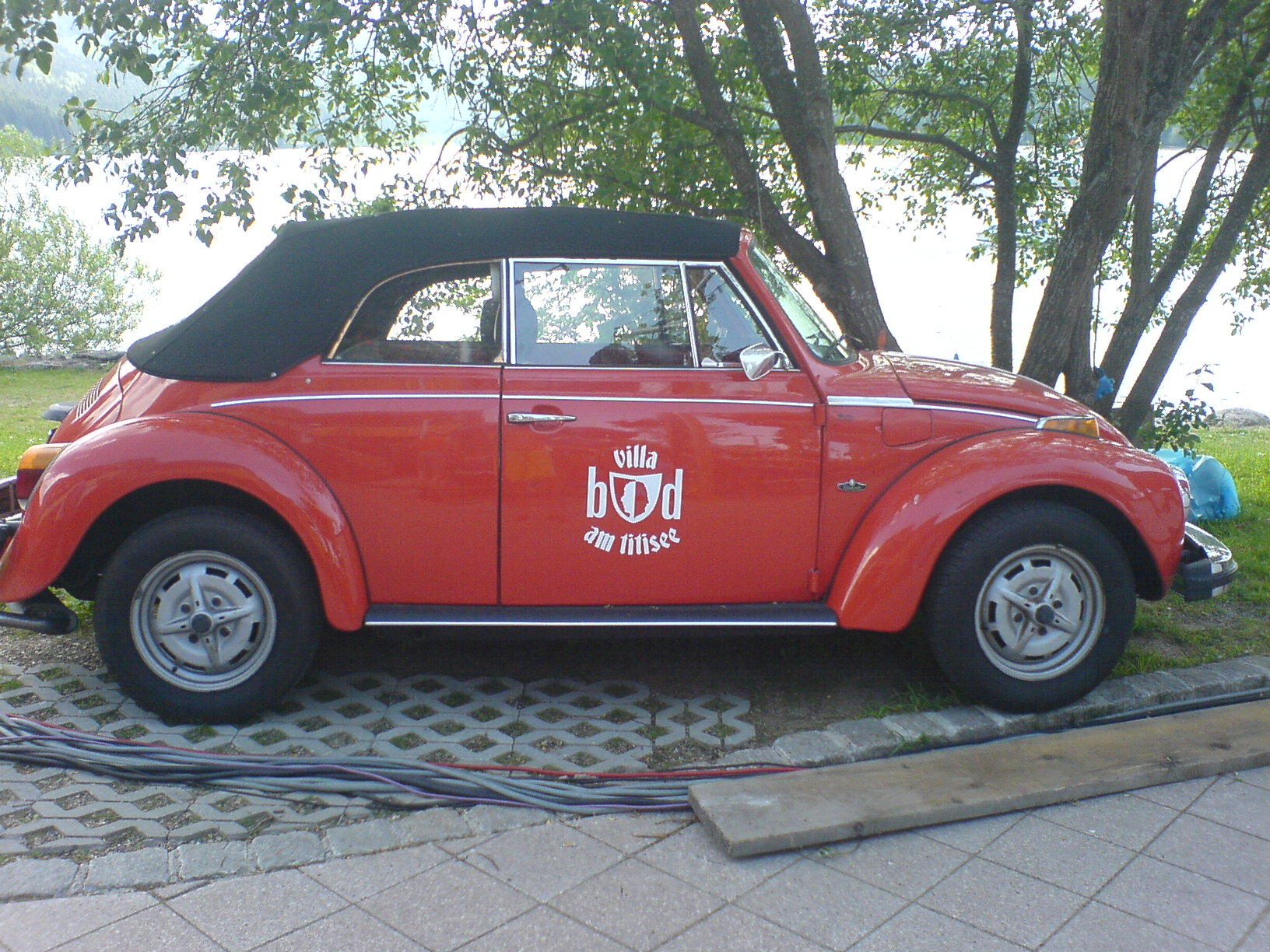
De BvD-kever

Villa BvD was een programma van Frits Barend en Henk van Dorp. Dit praatprogramma werd tijdens een groot voetbaltoernooi dagelijks uitgezonden op respectievelijk RTL 4 (tot 2004) en Talpa (2006). De eerste uitzending was op het Wereldkampioenschap 1998 in Frankrijk, en de laatste editie tijdens het Wereldkampioenschap 2006 in Duitsland.
Van 30 april 2002 tot en met 10 mei 2002 werd Villa BvD uitgezonden vanwege de Tweede Kamerverkiezingen. Deze reeks zou aanvankelijk doorlopen tot en met 17 mei 2002, maar werd vanwege de Moord op Pim Fortuyn afgebroken.
| Jaar | Locatie       |
| ---- | ------------- |
| 1998 | Roquebrune    |
| 2000 | Hoenderloo    |
| 2002 | Kurhaus       |
| 2004 | Olhos de Água |
| 2006 | Titisee       |